# Alagoinha (ort)
Alagoinha är en ort i Brasilien.   Den ligger i kommunen Alagoinha och delstaten Paraíba, i den östra delen av landet, 1 700 kilometer nordost om huvudstaden Brasília. Alagoinha ligger 136 meter över havet och antalet invånare är 7 474.
Terrängen runt Alagoinha är platt åt sydost, men åt nordväst är den kuperad. Närmaste större samhälle är Guarabira, 12,2 kilometer nordost om Alagoinha.
Omgivningarna runt Alagoinha är huvudsakligen savann. Runt Alagoinha är det ganska glesbefolkat, med 42 invånare per kvadratkilometer.